# Daniuska Rodríguez
Daniuska Rodríguez (Ciudad Ojeda, Venezuela, 4 de enero de 1999) es una futbolista profesional venezolana que se desempeña en el terreno de juego como mediocampista ofensiva y delantera. Su actual equipo es el Sporting Clube de Braga del Campeonato Nacional de Fútbol Femenino de Portugal, club con el cual se convirtió en la primera futbolista venezolana en disputar la UEFA Champions League femenina.

## Biografía
Nacida en Ciudad Ojeda, estado Zulia, Venezuela, se mudó muy joven con su familia a la ciudad de Valencia, estado Carabobo. Desde pequeña sintió pasión por el fútbol y su talento era indiscutible cuando jugaba descalza con los chicos de su barrio. En 2013 comenzó a jugar en el fútbol organizado con el Seca Sport Valencia, año en el cual fue escogida para integrar la Selección femenina de fútbol sub-17 de Venezuela para disputar el Campeonato Sudamericano Sub-17 Femenino, evento en el cual ganó el equipo venezolano y logró el pase a la Copa Mundial Femenina de Fútbol Sub-17 de 2014.
Estuvo nominada a los Premio Puskás del año 2016, pero no logró ganar el premio. Fue la única mujer nominada al premio en ese año.

## Clubes
| Club                             | País      | Año       |
| -------------------------------- | --------- | --------- |
| Seca Sport Valencia              | Venezuela | 2013-2014 |
| Rocafuerte Fútbol Club           | Ecuador   | 2014-2015 |
| Academia Femenina San Diego      | Venezuela | 2016-2018 |
| Sporting Clube de Braga Feminino | Portugal  | 2019-2020 |

## Trayectoria
| Sudamericano Sub-17 de 2013                        | Paraguay   | Campeona         |
| Juegos Bolivarianos de 2013                        | Perú       | Medalla de plata |
| Copa Mundial de Fútbol Sub-17 de 2014              | Costa Rica | Cuarto lugar     |
| Olimpiadas Juveniles 2014                          | China      | Medalla de plata |
| Copa América Femenina 2014                         | Ecuador    | Primera fase     |
| Sudamericano Sub-17 de 2016                        | Venezuela  | Campeona         |
| Campeonato Nacional de Fútbol Femenino de Portugal | Portugal   | Campeona         |
| Supercopa de Portugal                              | Portugal   | Campeona         |

## Palmarés
- Campeonato Sudamericano Femenino Sub-17 de 2013 - Campeona
- Campeonato Sudamericano Femenino Sub-17 de 2016 - Campeona
- Supercopa de Portugal - Campeona
- Liga de Portugal - Campeona